# Ordrupgaard
Ordrupgaard je dánské státní umělecké muzeum. V letech 1916–1918 jej založil sběratel umění Wilhelm Hansen společně s manželkou. Muzeum se nachází poblíž lesního parku Jægersborg Dyrehave severně od Kodaně a nyní se v něm nachází jedna z nejvýznamnějších sbírek dánského a francouzského umění z 19. století a počátku 20. století v severní Evropě.

## Historie muzea

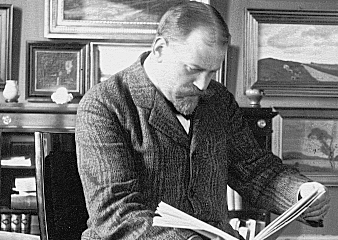
Zakladatel muzea Wilhelm Hansen

Sběratel Wilhelm Hansen začal budovat svou uměleckou sbírku dánského umění již v roce 1892. Během první světové války se zaměřil navíc na francouzské umění a zakoupil množství obrazů, kreseb a soch různých významných francouzských umělců. Jeho zájem byl zaměřen především na impresionismus a díla nejvýznamnějších malířů tohoto uměleckého směru, jakými byli například Camille Pissarro, Claude Monet nebo Auguste Renoir. Pro lepší ilustraci uměleckých souvislostí však kupoval rovněž díla představitelů dalších směrů - například Eugène Delacroix představoval romantismus, Théodore Rousseau byl představitelem barbizonské školy, Gustave Courbet byl realista, Édouard Manet byl modernista a Paul Gauguin bývá označován jako symbolista. Při nákupech francouzského umění mu mnohokrát radil umělecký kritik Théodore Duret.
V roce 1918 společně s dalšími obchodníky s uměním založili společnost, prostřednictvím které pokračovali v dalších nákupech ve Francii. Manželé Hansenovi koupili severně od Kodaně velký pozemek, na kterém postavili vlastní sídlo s velkou zahradou a 14. září 1918 otevřeli muzeum s těmito sbírkami.

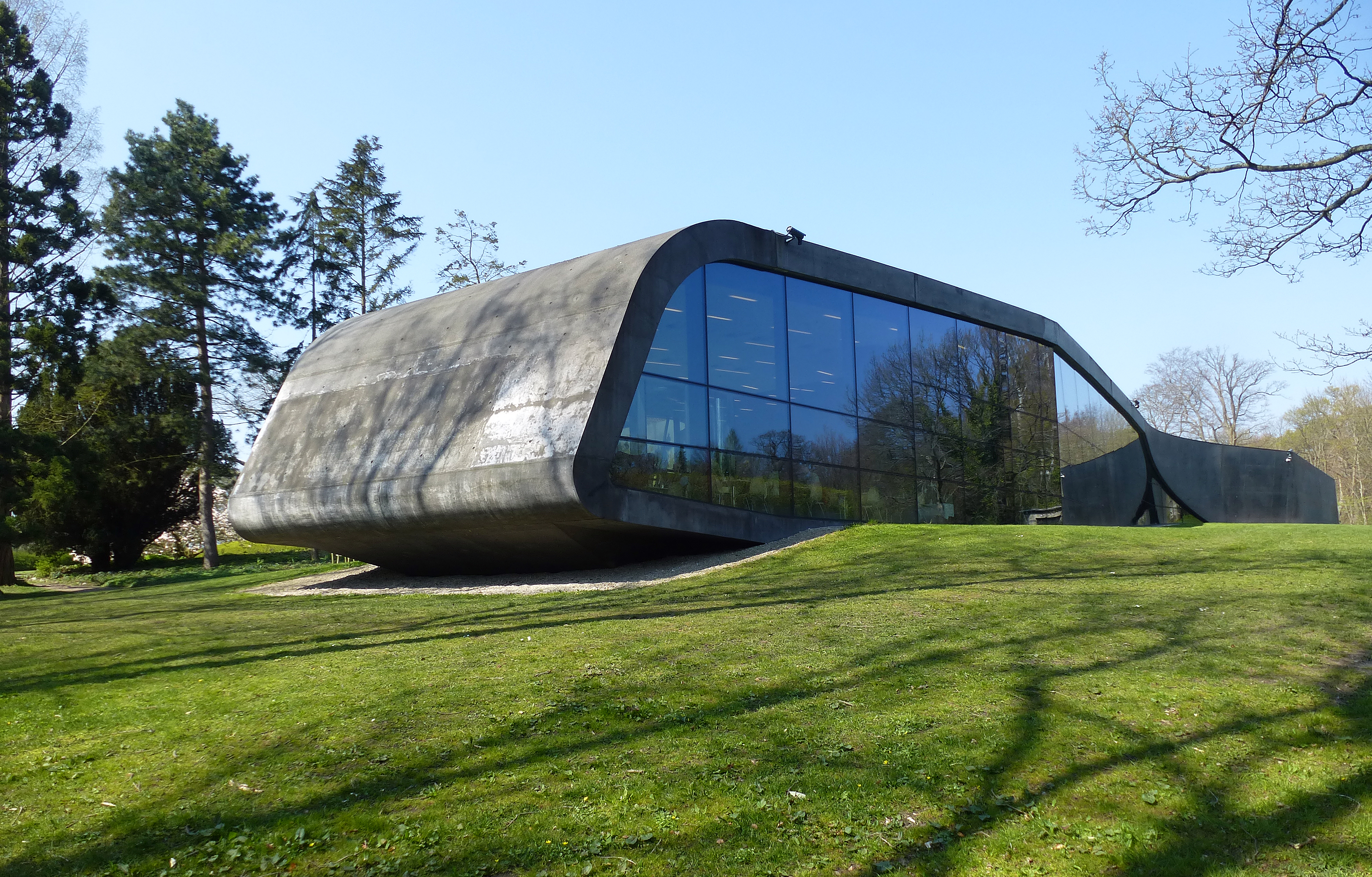
Nový pavilon z roku 2005, navržený Zahou Hadid

V roce 1922 Hansen utrpěl velké finanční ztráty, v důsledku čeho byl nucen prodat více než polovinu francouzské části sbírky, včetně děl Cézanna, Maneta nebo Gaugina. Nicméně, když finanční krizi překonal, muzejní sbírky opětovně doplnil o další díla, které se v ní nacházejí doposud.
Po jeho smrti v roce 1936 muzeum spravovala jeho manželka Henny, po jejím úmrtí v roce 1951 společně s domem a parkem připadlo v souladu s původním přáním svého zakladatele do vlastnictví dánského státu. V roce 1953 bylo otevřeno pro veřejnost.
V srpnu 2005 bylo muzeum rozšířeno o nově postavený výstavní pavilon, díky kterému zdvojnásobilo svou výstavní plochu. Stavbu navrhla významná irácká architektka Zaha Hadid. Náklady na rozšíření představovaly 6,8 milionu eur a byly do značné míry hrazeny státem.

## Vystavená díla (výběr)

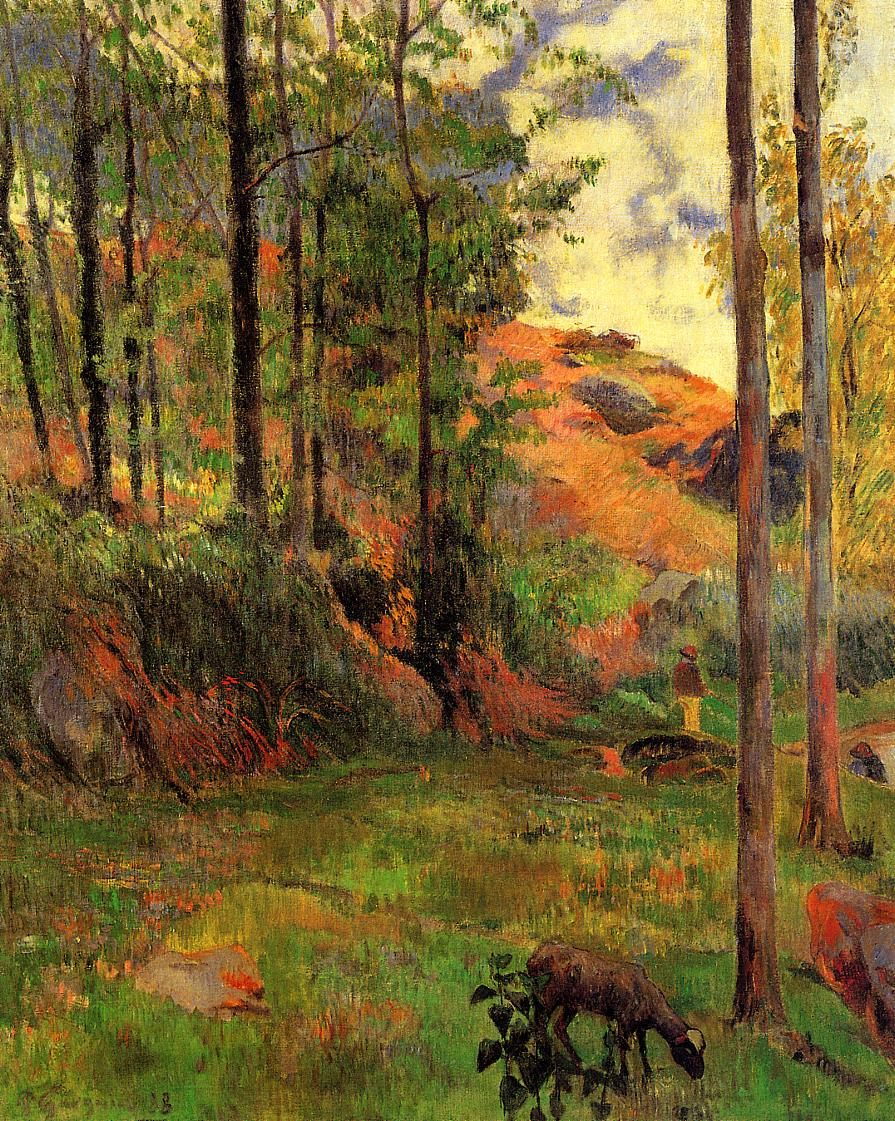
Paul Gauguin: Chemin en bas de Pont-Aven
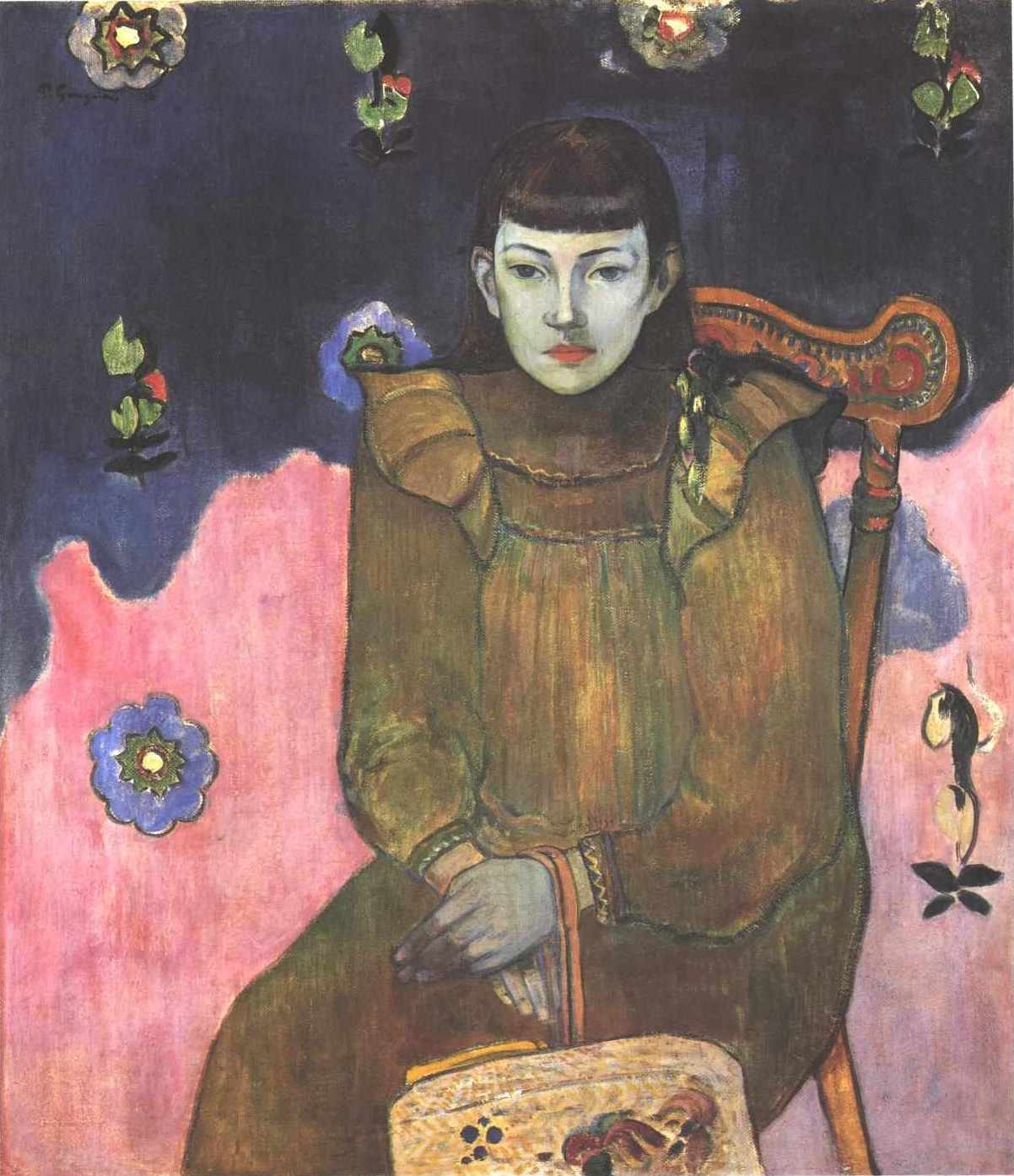
Paul Gauguin: Portrait de jeune fille Vaite Goupil
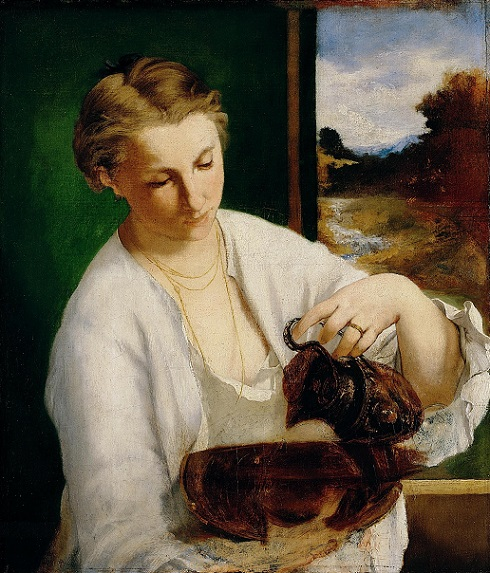
Édouard Manet: Femme à la cruche
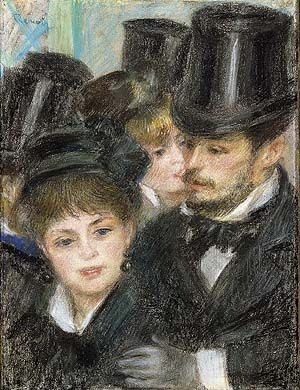
Auguste Renoir: Jeunes gens dans la rue
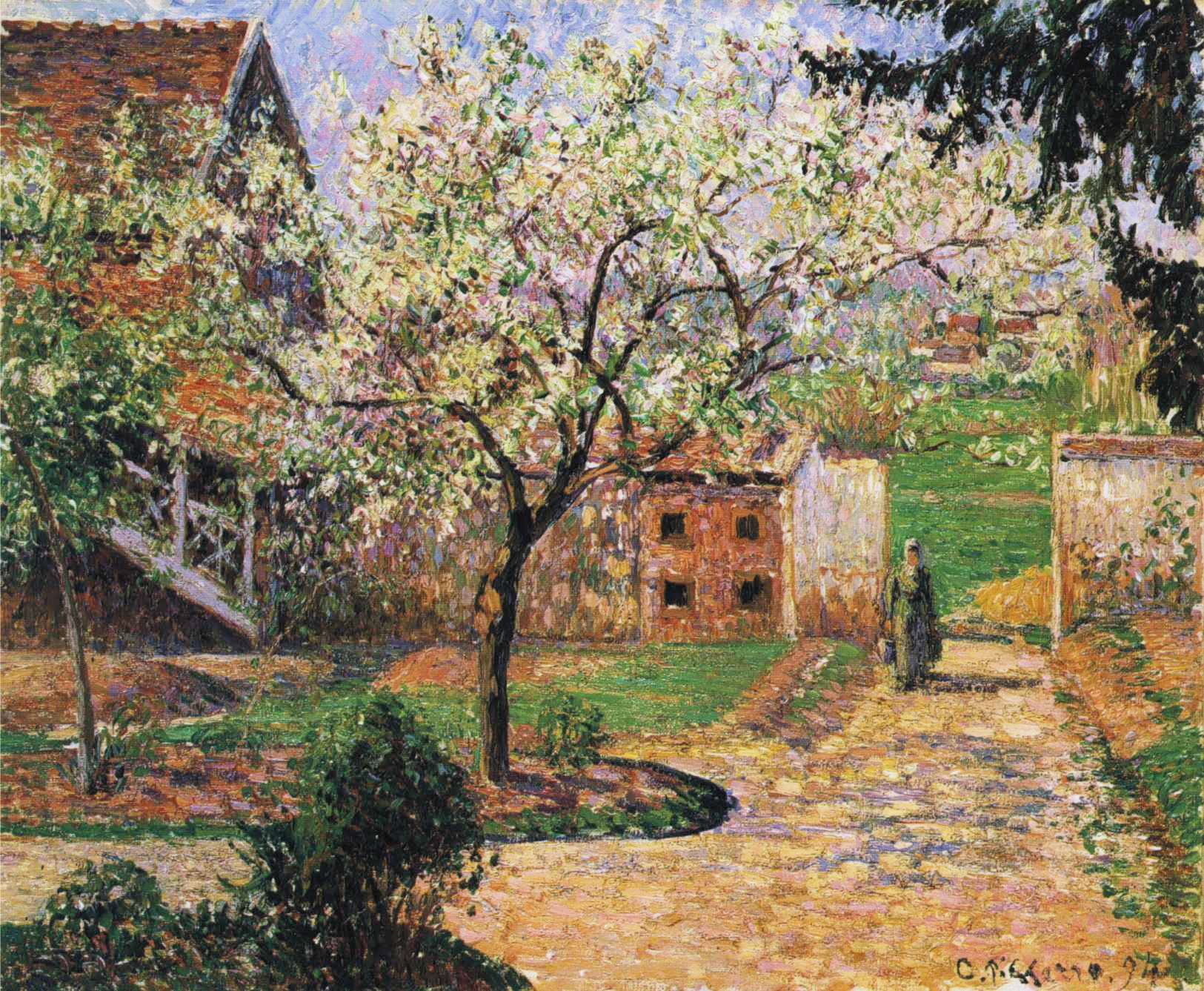
Camille Pissarro: Plum Trees in Blossom, Éragny